# Стефаново (гміна Казімеж-Біскупі)
Стефаново (пол. Stefanowo) — село в Польщі, у гміні Казімеж-Біскупи Конінського повіту Великопольського воєводства.
У 1975-1998 роках село належало до Конінського воєводства.